# Sisó de Rüppell
El sisó de Rüppell (Heterotetrax rueppelii) és una espècie de gran ocell de la família dels otídids (Otididae) que habita garrigues i praderies no lluny de la costa d'Angola i Namíbia.

## Taxonomia
Aquesta espècie era inclosa fins fa poc al gènere Eupodotis, del qual van ser separada arran treballs genètics recents